# Okay Tone
Okay Tone var et musikprogram på DR2 i slutningen af 1990'erne med Vigga Svensson som værtinde og den aldrende Besse som reporter. Sidstnævnte nåede bl.a. at interviewe Mew og Stuart Staples fra Tindersticks, men afgik senere ved døden, hvilket sammen med skuffende seertal var medvirkende til at programmet stoppede. 
Okay Tones eksperimenterende lyssætning og måden Svensson blev filmet i vidvinkel var meget tidstypisk. Derudover huskes programmet også for løbende at vise musikvideoer fra satiregruppen Gramsespektrum.
Den kreative og visuelle producer på Okay Tone var Yrsa Wedel og fotografen Jesper Jon.
I det nye årtusinde fik Okay Tone en slags afløser på DR2 i form af det mere traditionelle Musikprogrammet.
| Fjernsyn | Spire Denne artikel om et tv-program er en spire som bør udbygges. Du er velkommen til at hjælpe Wikipedia ved at udvide den. |